# Bryan Constant
Bryan Constant (Fréjus, 27 de março de 1994) é um futebolista profissional francês que atua como meia.

## Carreira
Bryan Constant começou a carreira no Nice.